# Scottish Premier League 2006-2007
La Scottish Premier League 2006-2007 (denominata per ragioni di sponsorizzazione Bank of Scotland Scottish Premier League) è stata la 110ª edizione della massima serie del campionato scozzese di calcio, disputato tra il 29 luglio 2006 e il 20 maggio 2007 e concluso con la vittoria del Celtic, al suo quarantunesimo titolo, il secondo consecutivo.
Capocannoniere del torneo è stato Kris Boyd (Rangers) con 20 reti.

## Stagione

### Novità
Il St. Mirren, trionfatore della Scottish First Division 2005-2006 rimpiazzò il retrocesso Livingston.

### Formula
La stagione era divisa in due fasi: nella prima fase le dodici squadre partecipanti si incontrarono tra di loro per tre volte, per un totale di 33 incontri per squadra. Nella seconda fase venivano disputate le poule per il titolo e quelle per la retrocessione: alla poule per il titolo partecipavano le prime sei classificate, alla poule retrocessione le ultime sei; veniva conservato il punteggio della prima fase; in questa seconda fase le sei squadre di ogni girone incontrarono le altre in gare di sola andata per un totale di cinque ulteriori incontri.
Al termine della stagione la squadra ultima classificata retrocedeva.

## Squadre partecipanti
| Club        | Stagione | Città       | Stadio             | Stagione precedente                           |
| ----------- | -------- | ----------- | ------------------ | --------------------------------------------- |
| Aberdeen    | dettagli | Aberdeen    | Pittodrie Stadium  | 6º posto in Scottish Premier League           |
| Celtic      | dettagli | Glasgow     | Celtic Park        | 1º posto in Scottish Premier League           |
| Dundee Utd  | dettagli | Dundee      | Tannadice Park     | 9º posto in Scottish Premier League           |
| Dunfermline | dettagli | Dunfermline | East End Park      | 11º posto in Scottish Premier League          |
| Falkirk     | dettagli | Falkirk     | Falkirk Stadium    | 10º posto in Scottish Premier League          |
| Hearts      | dettagli | Edimburgo   | Tynecastle Stadium | 2º posto in Scottish Premier League           |
| Hibernian   | dettagli | Edimburgo   | Easter Road        | 4º posto in Scottish Premier League           |
| Inverness   | dettagli | Inverness   | Caledonian Stadium | 7º posto in Scottish Premier League           |
| Kilmarnock  | dettagli | Kilmarnock  | Rugby Park         | 5º posto in Scottish Premier League           |
| Motherwell  | dettagli | Motherwell  | Fir Park           | 8º posto in Scottish Premier League           |
| Rangers     | dettagli | Glasgow     | Ibrox Stadium      | 3º posto in Scottish Premier League           |
| St. Mirren  | dettagli | Paisley     | Love Street        | 1º posto in Scottish First Division, promosso |

## Stagione regolare

### Classifica finale
Fonte:
|  | Pos. | Squadra     | Pt | G  | V  | N  | P  | GF | GS | DR  |
|  | ---- | ----------- | -- | -- | -- | -- | -- | -- | -- | --- |
|  | 1.   | Celtic      | 78 | 33 | 24 | 6  | 3  | 59 | 25 | +34 |
|  | 2.   | Rangers     | 65 | 33 | 19 | 8  | 6  | 54 | 25 | +29 |
|  | 3.   | Aberdeen    | 57 | 33 | 17 | 6  | 10 | 46 | 33 | +13 |
|  | 4.   | Hearts      | 54 | 33 | 15 | 9  | 9  | 40 | 30 | +10 |
|  | 5.   | Kilmarnock  | 46 | 33 | 13 | 7  | 13 | 43 | 49 | -6  |
|  | 6.   | Hibernian   | 44 | 33 | 12 | 8  | 13 | 49 | 37 | +12 |
|  | 7.   | Falkirk     | 40 | 33 | 12 | 4  | 17 | 40 | 42 | -2  |
|  | 8.   | Dundee Utd  | 40 | 33 | 10 | 10 | 13 | 39 | 53 | -14 |
|  | 9.   | Inverness   | 36 | 33 | 8  | 12 | 13 | 36 | 45 | -9  |
|  | 10.  | Motherwell  | 36 | 33 | 10 | 6  | 17 | 35 | 49 | -14 |
|  | 11.  | St. Mirren  | 27 | 33 | 5  | 12 | 16 | 24 | 47 | -23 |
|  | 12.  | Dunfermline | 23 | 33 | 5  | 8  | 20 | 19 | 49 | -30 |

Legenda:
      Ammesse alla poule per il titolo
      Ammesse alla poule salvezza
Regolamento:
Tre punti a vittoria, uno a pareggio, zero a sconfitta.
A parità di punti, le posizioni in classifica venivano determinate sulla base della differenza reti.

## Poule per il titolo/salvezza

### Classifica finale
Fonte:
|       | Pos. | Squadra     | Pt | G  | V  | N  | P  | GF | GS | DR  |
| ----- | ---- | ----------- | -- | -- | -- | -- | -- | -- | -- | --- |
|       | 1.   | Celtic      | 84 | 38 | 26 | 6  | 6  | 65 | 34 | +31 |
|       | 2.   | Rangers     | 72 | 38 | 21 | 9  | 8  | 61 | 32 | +29 |
|       | 3.   | Aberdeen    | 65 | 38 | 19 | 8  | 11 | 55 | 38 | +17 |
|       | 4.   | Hearts      | 61 | 38 | 17 | 10 | 11 | 47 | 35 | +12 |
|       | 5.   | Kilmarnock  | 55 | 38 | 16 | 7  | 15 | 47 | 54 | -7  |
|       | 6.   | Hibernian   | 49 | 38 | 13 | 10 | 15 | 56 | 46 | +10 |
|       |      |             |    |    |    |    |    |    |    |     |
|       | 7.   | Falkirk     | 50 | 38 | 15 | 5  | 18 | 49 | 47 | +2  |
|       | 8.   | Inverness   | 46 | 38 | 11 | 13 | 14 | 42 | 48 | -6  |
|       | 9.   | Dundee Utd  | 42 | 38 | 10 | 12 | 16 | 40 | 59 | -19 |
|       | 10.  | Motherwell  | 38 | 38 | 10 | 8  | 20 | 41 | 61 | -20 |
|       | 11.  | St. Mirren  | 36 | 38 | 8  | 12 | 18 | 31 | 51 | -20 |
| [ 4 ] | 12.  | Dunfermline | 32 | 38 | 8  | 8  | 22 | 26 | 55 | -29 |

Legenda:
      Campione di Scozia e qualificato al terzo turno preliminare della UEFA Champions League 2007-2008.
      Qualificato al secondo turno preliminare della UEFA Champions League 2007-2008.
      Qualificato al primo turno della Coppa UEFA 2007-2008.
      Retrocesso in Scottish First Division 2007-2008.
Regolamento:
Tre punti a vittoria, uno a pareggio, zero a sconfitta.
A parità di punti, le posizioni in classifica venivano determinate sulla base della differenza reti.

## Statistiche

### Squadre

#### Capoliste solitarie
|    | —— | —— | ——  | —— | ——     | ——     | ——     | ——     | ——     | ——     | ——     | ——     | ——     | ——     | ——     | ——     | ——     | ——     | ——     | ——     | ——     | ——     | ——     | ——     | ——     | ——     | ——     | ——     | ——     | ——     | ——     | ——     | ——     | ——     | ——     | ——     | ——     | —— |  |
|    |    |    | Ran |    | Celtic | Celtic | Celtic | Celtic | Celtic | Celtic | Celtic | Celtic | Celtic | Celtic | Celtic | Celtic | Celtic | Celtic | Celtic | Celtic | Celtic | Celtic | Celtic | Celtic | Celtic | Celtic | Celtic | Celtic | Celtic | Celtic | Celtic | Celtic | Celtic | Celtic | Celtic | Celtic | Celtic |    |  |
|    |    |    |     |    |        |        |        |        |        |        |        |        |        |        |        |        |        |        |        |        |        |        |        |        |        |        |        |        |        |        |        |        |        |        |        |        |        |    |  |
|    |    |    |     |    |        |        |        |        |        |        |        |        |        |        |        |        |        |        |        |        |        |        |        |        |        |        |        |        |        |        |        |        |        |        |        |        |        |    |  |
| 1ª | 2ª | 3ª | 4ª  | 5ª | 6ª     | 7ª     | 8ª     | 9ª     | 10ª    | 11ª    | 12ª    | 13ª    | 14ª    | 15ª    | 16ª    | 17ª    | 18ª    | 19ª    | 20ª    | 21ª    | 22ª    | 23ª    | 24ª    | 25ª    | 26ª    | 27ª    | 28ª    | 29ª    | 30ª    | 31ª    | 32ª    | 33ª    | 34ª    | 35ª    | 36ª    | 37ª    | 38ª    |    |  |

### Individuali

#### Classifica marcatori
Fonte:
| Gol |  |  | Giocatore                  | Squadra    |
| --- |  |  | -------------------------- | ---------- |
| 32  |  |  | Kris Boyd                  | Rangers    |
| 15  |  |  | Steven Naismith            | Kilmarnock |
| 15  |  |  | Scott McDonald             | Motherwell |
| 14  |  |  | Anthony Stokes             | Falkirk    |
| 13  |  |  | Darren Mackie              | Aberdeen   |
| 13  |  |  | Jan Vennegoor of Hesselink | Celtic     |
| 13  |  |  | Christopher Killen         | Hibernian  |
| 13  |  |  | Colin Nish                 | Kilmarnock |
| 12  |  |  | John Sutton                | St. Mirren |
| 11  |  |  | Charlie Adam               | Rangers    |
| 11  |  |  | Barry Robson               | Dundee Utd |
| 10  |  |  | Noel Hunt                  | Dundee Utd |

#### Giocatore del mese
Di seguito i vincitori.
| Mese      | Giocatore                  | Squadra  |
| --------- | -------------------------- | -------- |
| Agosto    | Russell Latapy             | Falkirk  |
| Settembre | Allan McGregor             | Rangers  |
| Ottobre   | Lee Naylor                 | Celtic   |
| Novembre  | Russell Anderson           | Aberdeen |
| Dicembre  | Artur Boruc                | Celtic   |
| Gennaio   | Jan Vennegoor of Hesselink | Celtic   |
| Febbraio  | Shunsuke Nakamura          | Celtic   |
| Marzo     | Alan Hutton                | Rangers  |
| Aprile    | Neil Lennon                | Celtic   |

### Media spettatori
Fonte:
| Club        | Pos. | Media  |
| ----------- | ---- | ------ |
| Celtic      | 1    | 57 927 |
| Rangers     | 2    | 49 954 |
| Hearts      | 3    | 16 889 |
| Hibernian   | 4    | 14 586 |
| Aberdeen    | 5    | 12 474 |
| Kilmarnock  | 6    | 7 566  |
| Dundee Utd  | 7    | 7 146  |
| Dunfermline | 8    | 6 105  |
| Motherwell  | 9    | 5 876  |
| St. Mirren  | 10   | 5 608  |
| Falkirk     | 11   | 5 386  |
| Inverness   | 12   | 4 814  |